# Pomnik Jana Pawła II w Koszycach
Pomnik Jana Pawła II w Koszycach – znajduje się w Koszycach-Barci, na Słowacji, w środku tramwajowej pętli, niedaleko koszyckiego lotniska.
15 lipca 2006 został poświęcony przez kard. Stanisława Dziwisza, po uprzednim odsłonięciu wraz z abp. Koszyc i nuncjuszem abp. Henrykiem Nowackim - podczas uroczystości z okazji 10. rocznicy wizyty w Koszycach Jana Pawła II, który gościł w tym mieście w 1995. Metalowo-granitowy pomnik przedstawia Papieża z uniesioną prawą ręką, a na cokole - trzech koszyckich męczenników (m.in. św. Melchior Grodziecki) kanonizowanych przez niego w 1995. W uroczystości odsłonięcia pomnika brali udział m.in. Michal Kováč, Rudolf Schuster, Ján Figeľ i Alojz Tkáč.